# Saint-Paul-en-Jarez
Saint-Paul-en-Jarez és un municipi francès situat al departament del Loira i a la regió d'Alvèrnia-Roine-Alps. L'any 2007 tenia 4.018 habitants.

## Demografia

### Població
El 2007 la població de fet de Saint-Paul-en-Jarez era de 4.018 persones. Hi havia 1.537 famílies de les quals 379 eren unipersonals (160 homes vivint sols i 219 dones vivint soles), 511 parelles sense fills, 531 parelles amb fills i 116 famílies monoparentals amb fills.
La població ha evolucionat segons el següent gràfic:
Habitants censats

### Habitatges
El 2007 hi havia 1.624 habitatges, 1.557 eren l'habitatge principal de la família, 5 eren segones residències i 62 estaven desocupats. 1.117 eren cases i 500 eren apartaments. Dels 1.557 habitatges principals, 1.004 estaven ocupats pels seus propietaris, 504 estaven llogats i ocupats pels llogaters i 49 estaven cedits a títol gratuït; 12 tenien una cambra, 122 en tenien dues, 261 en tenien tres, 489 en tenien quatre i 673 en tenien cinc o més. 1.053 habitatges disposaven pel capbaix d'una plaça de pàrquing. A 631 habitatges hi havia un automòbil i a 752 n'hi havia dos o més.

### Piràmide de població
La piràmide de població per edats i sexe el 2009 era:
| Homes | Edats   | Dones |
| ----- | ------- | ----- |
| 0     | 95 o +  | 8     |
| 8     | 90 a 94 | 12    |
| 32    | 85 a 89 | 56    |
| 16    | 80 a 84 | 36    |
| 32    | 75 a 79 | 80    |
| 56    | 70 a 74 | 72    |
| 72    | 65 a 69 | 108   |
| 100   | 60 a 64 | 120   |
| 112   | 55 a 59 | 108   |
| 152   | 50 a 54 | 144   |
| 188   | 45 a 49 | 172   |
| 132   | 40 a 44 | 160   |
| 144   | 35 a 39 | 200   |
| 124   | 30 a 34 | 120   |
| 144   | 25 a 29 | 128   |
| 104   | 20 a 24 | 128   |
| 168   | 15 a 19 | 156   |
| 180   | 10 a 14 | 128   |
| 144   | 5 a 9   | 160   |
| 68    | 0 a 4   | 108   |

## Economia
El 2007 la població en edat de treballar era de 2.628 persones, 1.787 eren actives i 841 eren inactives. De les 1.787 persones actives 1.622 estaven ocupades (860 homes i 762 dones) i 165 estaven aturades (66 homes i 99 dones). De les 841 persones inactives 307 estaven jubilades, 242 estaven estudiant i 292 estaven classificades com a «altres inactius».

### Ingressos
El 2009 a Saint-Paul-en-Jarez hi havia 1.563 unitats fiscals que integraven 4.008,5 persones, la mediana anual d'ingressos fiscals per persona era de 18.025 €.

### Activitats econòmiques
Dels 167 establiments que hi havia el 2007, 6 eren d'empreses extractives, 6 d'empreses alimentàries, 1 d'una empresa de fabricació de material elèctric, 14 d'empreses de fabricació d'altres productes industrials, 20 d'empreses de construcció, 51 d'empreses de comerç i reparació d'automòbils, 5 d'empreses de transport, 7 d'empreses d'hostatgeria i restauració, 3 d'empreses d'informació i comunicació, 9 d'empreses financeres, 5 d'empreses immobiliàries, 14 d'empreses de serveis, 17 d'entitats de l'administració pública i 9 d'empreses classificades com a «altres activitats de serveis».
Dels 37 establiments de servei als particulars que hi havia el 2009, 1 era una gendarmeria, 1 oficina de correu, 1 una oficina bancària, 1 taller de reparació d'automòbils i de material agrícola, 1 autoescola, 4 paletes, 1 guixaire pintor, 4 fusteries, 3 lampisteries, 4 electricistes, 5 perruqueries, 1 agència de treball temporal, 5 restaurants, 2 agències immobiliàries, 1 tintoreria i 2 salons de bellesa.
Dels 8 establiments comercials que hi havia el 2009, 1 era una botiga de menys de 120 m², 3 fleques, 1 una carnisseria, 2 botigues de roba i 1 una floristeria.
L'any 2000 a Saint-Paul-en-Jarez hi havia 43 explotacions agrícoles que ocupaven un total de 1.008 hectàrees.

## Equipaments sanitaris i escolars
El 2009 hi havia 2 farmàcies i 1 ambulància.
El 2009 hi havia 2 escoles maternals i 2 escoles elementals.

## Poblacions més properes
El següent diagrama mostra les poblacions més properes.